# Merluccius hernandezi
Merluccius hernandezi är en fiskart som beskrevs av Mathews, 1985. Merluccius hernandezi ingår i släktet Merluccius och familjen kummelfiskar. IUCN kategoriserar arten globalt som otillräckligt studerad. Inga underarter finns listade i Catalogue of Life.